# دونكان كلينش هايوارد
دونكان كلينش هايوارد هو سياسي أمريكي، ولد في 24 يونيو 1864 في مقاطعة ريتشلاند في الولايات المتحدة، وتوفي في 23 يناير 1943 في كولومبيا في الولايات المتحدة. نشط حزبياً في الحزب الديمقراطي. وقد انتخب حاكم كارولينا الجنوبية ‏ (20 يناير 1903 – 15 يناير 1907).